# ميكي ماغواير
ميكي ماغواير هو لاعب هوكي الجليد كندي، ولد في 7 يوليو 1898 في جرافنهورست في كندا، وتوفي في 23 مايو 1968.

## وصلات خارجية
- ميكي ماغواير على موقع دوري الهوكي الوطني (الإنجليزية)
- ميكي ماغواير على موقع قاعة مشاهير الهوكي (لاعب أن.إتش.أل) (الإنجليزية)
- ميكي ماغواير على موقع EliteProspects.com (الإنجليزية)
- ميكي ماغواير على موقع HockeyDB.com (الإنجليزية)
- ميكي ماغواير على موقع Hockey-Reference.com (الإنجليزية)